# Związek gmin Durmersheim
Związek gmin Durmersheim – związek gmin (niem. Gemeindeverwaltungsverband) w Niemczech, w kraju związkowym Badenia-Wirtembergia, w rejencji Karlsruhe, w regionie Mittlerer Oberrhein, w powiecie Rastatt. Siedziba związku znajduje się w miejscowości Durmersheim, przewodniczącym jego jest Andreas Augustin.
Związek zrzesza cztery gminy wiejskie:
- Au am Rhein, 3 350 mieszkańców, 13,29 km²
- Bietigheim, 5 976 mieszkańców, 13,90 km²
- Durmersheim, 12 189 mieszkańców, 26,15 km²
- Elchesheim-Illingen, 3 290 mieszkańców, 10,14 km²